# Ad litem
Ad litem es una expresión latina que significa "a los efectos del juicio".  En los regímenes jurídicos de distintos países de habla española se emplea como parte de expresiones como "curador ad lítem", "representante ad lítem" o "domicilio ad lítem". En algunos casos, el término puede usarse como sinónimo de provisional.
En inglés suele utilizarse con el significado de "representante legal" (de una persona legalmente incapaz).